# Astromicrobiologia

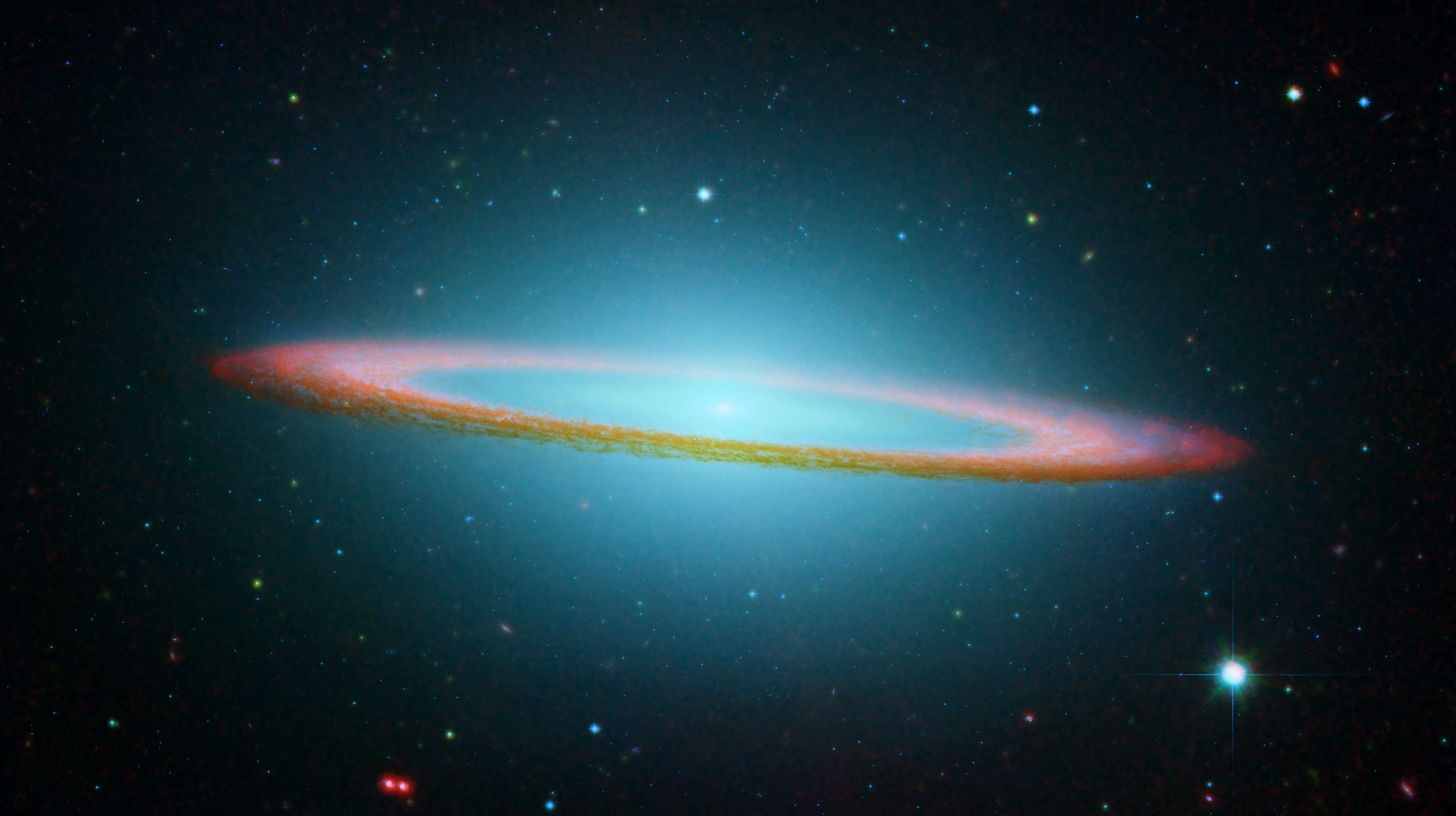

Astromicrobiologia, ou exomicrobiologia, é o estudo dos microrganismos no espaço. Esta área do conhecimento se origina a partir de uma abordagem interdisciplinar, que incorpora tanto a microbiologia e astrobiologia. Astrobiologia tem como objetivo compreender as origens da vida e a busca por vida em outros planetas. Sendo os microorganismos a forma de vida mais difundida na Terra, e são capazes de colonização de quase qualquer ambiente (desertos, fumarolas, permafrost, geleiras, oceanos, etc, muitos destes habitados por micro-organismos extremófilos), os cientistas costumam se concentrar em vida microbiana na busca de vida fora da Terra. Além disso, células pequenas e simples evoluem geralmente primeiro,ao invés de organismos multicelulares, e têm maior probabilidade de serem transportados de um planeta para outro, através da teoria da panspermia.

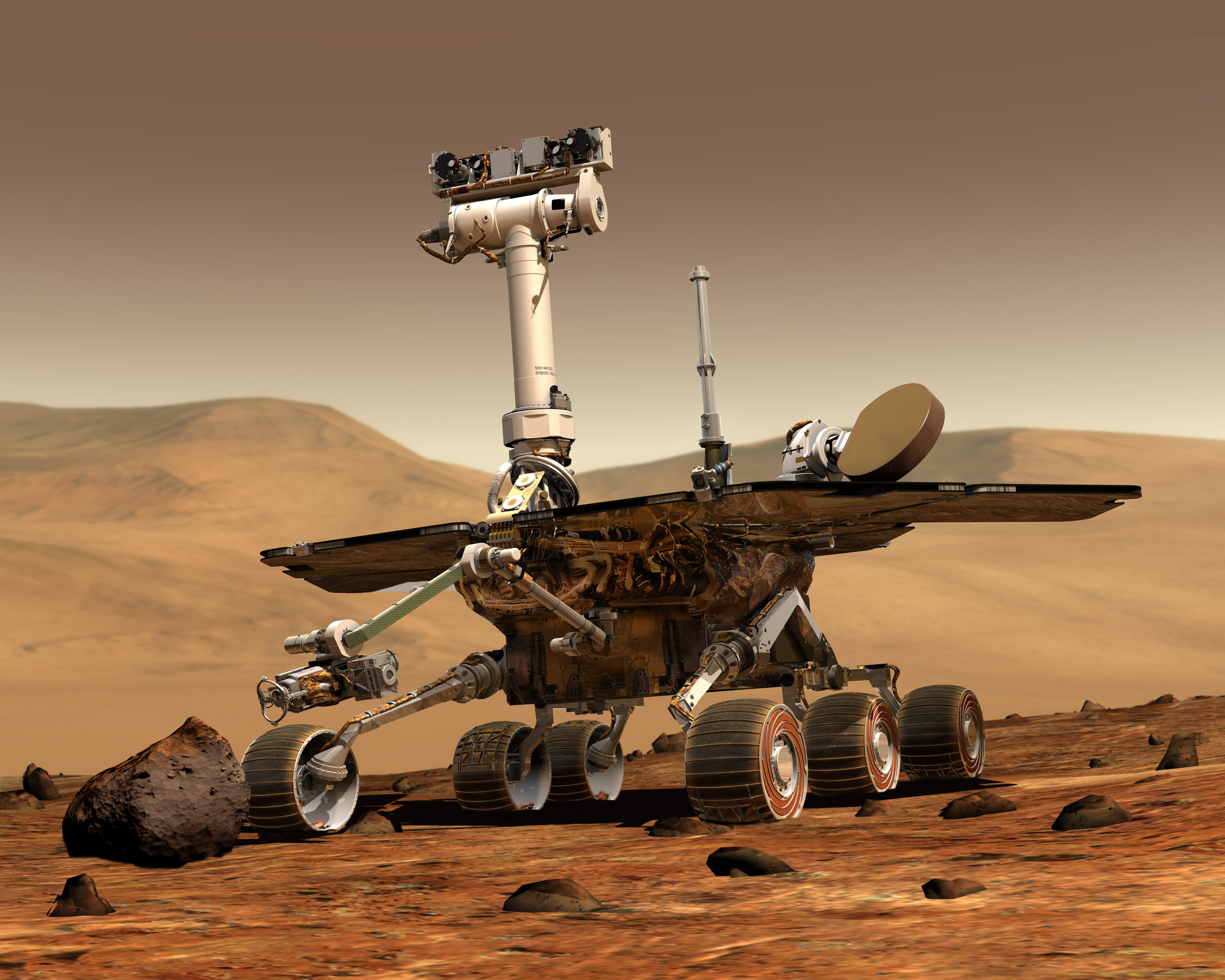
Sonda da NASA em Marte

A busca por vida microbiana extraterrestre têm sido focada principalmente em Marte, devido ao seu ambiente promissor e de sua  proximidade com a Terra; no entanto, outros sítios promissores para a presença de vida incluem as luas Europa, Titã e Enceladus. Todos esses locais têm ou tiveram uma história recente água líquida, o que os cientistas acreditam ser o mais importante precursor para a vida biológica. Europa e Enceladus parecem ter grandes quantidades de água em estado líquido escondido sob as camadas de gelo que cobre suas superfícies.
Titã, por outro lado, é apenas um corpo planetário além da Terra com hidrocarbonetos líquidos na superfície. Marte é a principal área de interesse para a busca da vida principalmente por causa de provas convincentes que sugerem atividade superficial da água líquida na história recente. Além disso, Marte tem uma atmosfera que contém abundantes quantidades de carbono e nitrogênio, ambos os elementos essenciais necessários para a vida como conhecemos.

## Descobertas
Até agora, a busca da vida microbiana em locais extraterrestres não obtiveram sucesso. A primeira de tais tentativas, ocorreu por meio do programa Viking da NASA na década de 1970, em que duas sondas foram utilizados para conduzir as experiências que procurou bioassinaturas em Marte. As sondas utilizaram braços robóticos para coletar amostras de solo em recipientes selados que foram trazidos de volta à Terra. Os resultados foram bastante inconclusivos.
Em 2008, os astronautas russos relataram achados de plancton marinho vivendo nas superfícies externas das janelas das Estações Espaciais Internacionais. Eles ainda não encontraram explicações para a descoberta, mas parece ter sido resultado de contaminação humana, embora isso nunca seja comprovado.
Atualmente, a missão do Mars Science Laboratory tem uma sonda em Marte que continua operando. Lançado em 26 de novembro de 2011 e desembarcando em Gale Crater em 6 de agosto de 2012, seus objetivos são avaliar a habitabilidade do ambiente de Marte - coleta de dados geológicos, climáticos e a disponibilidade de água, são instrumentos que buscam bioassinaturas diariamente . Até agora, seus resultados não foram positivos.

### Missões futuras
| Missão Do Título | Data De Lançamento | Agência                                                      | Objectivos |
| ---------------- | ------------------ | ------------------------------------------------------------ | --- |
| ExoMars          | 2018               | Agência Espacial Europeia E A Agência Espacial Federal Russa | Busca por vida marciana - passada e presente |
| Mars Rover 2020  | 2020               | NASA                                                         | Unidade de rover móvel que recuperará as superfícies de Marte e coletará amostras de solo                                                                                            |
| Dragão Vermelho  | 2018               | NASA                                                         | O lançamento de satélite, que vai orbitar Marte e fornecer imagens altamente sofisticadas.                                                                                           |
| Quebra-Gelo Vida | 2018               | NASA                                                         | Sonda robótica Mars equipada com uma broca de 1 metro para procurar moléculas orgânicas presas em superfícies ricas em gelo                                                          |
| Europa Clipper   | TBD                | NASA                                                         | O lançamento do satélite que orbitará a lua Europa da Jupiter e realizará um reconhecimento detalhado das condições ambientais, bem como a busca de potenciais locais de desembarque |

## Experimentação

### Terra

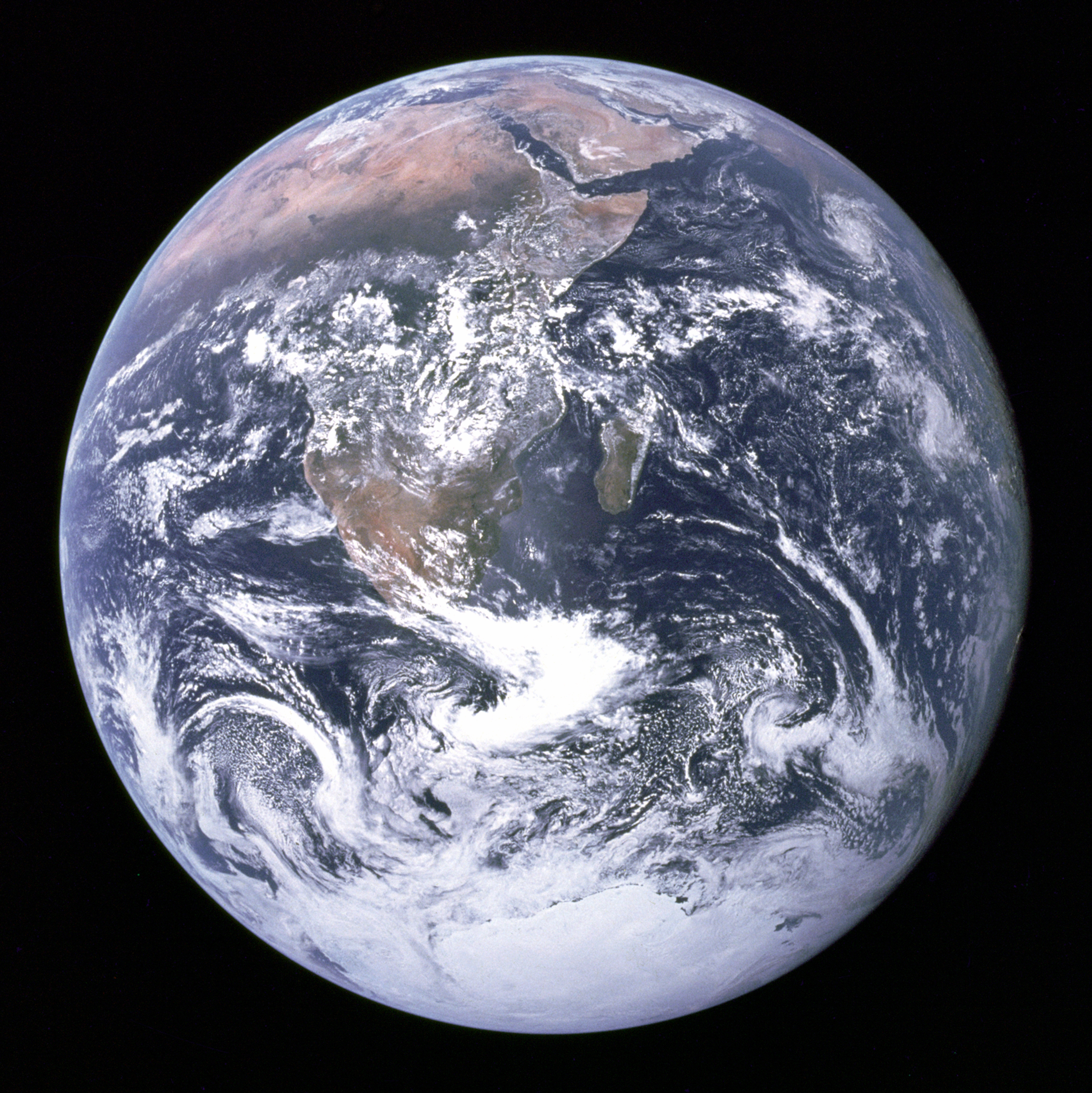
Terra

Muitos estudos na Terra foram realizados para coletar dados sobre a resposta de micróbios terrestres a várias condições ambientais simuladas do espaço. As respostas de micróbios, como vírus, células bacterianas, esporos bacterianos e fúngicos e liquens, para fatores isolados do espaço (microgravidade, radiação cósmica galáctica, radiação UV solar e vácuo espacial) foram determinadas em experimentos de simulação de espaço em laboratório. Em geral, os micro-organismos tendem a sobreviver no ambiente de voo espacial simulado - alguns micróbios apresentaram sintomas de crescimento aprimorado e uma habilidade pouco característica para proliferar apesar da presença de níveis de antibióticos normalmente supressivos. Os mecanismos responsáveis por explicar essas respostas aprimoradas ainda não foram descobertos.

### Espaço

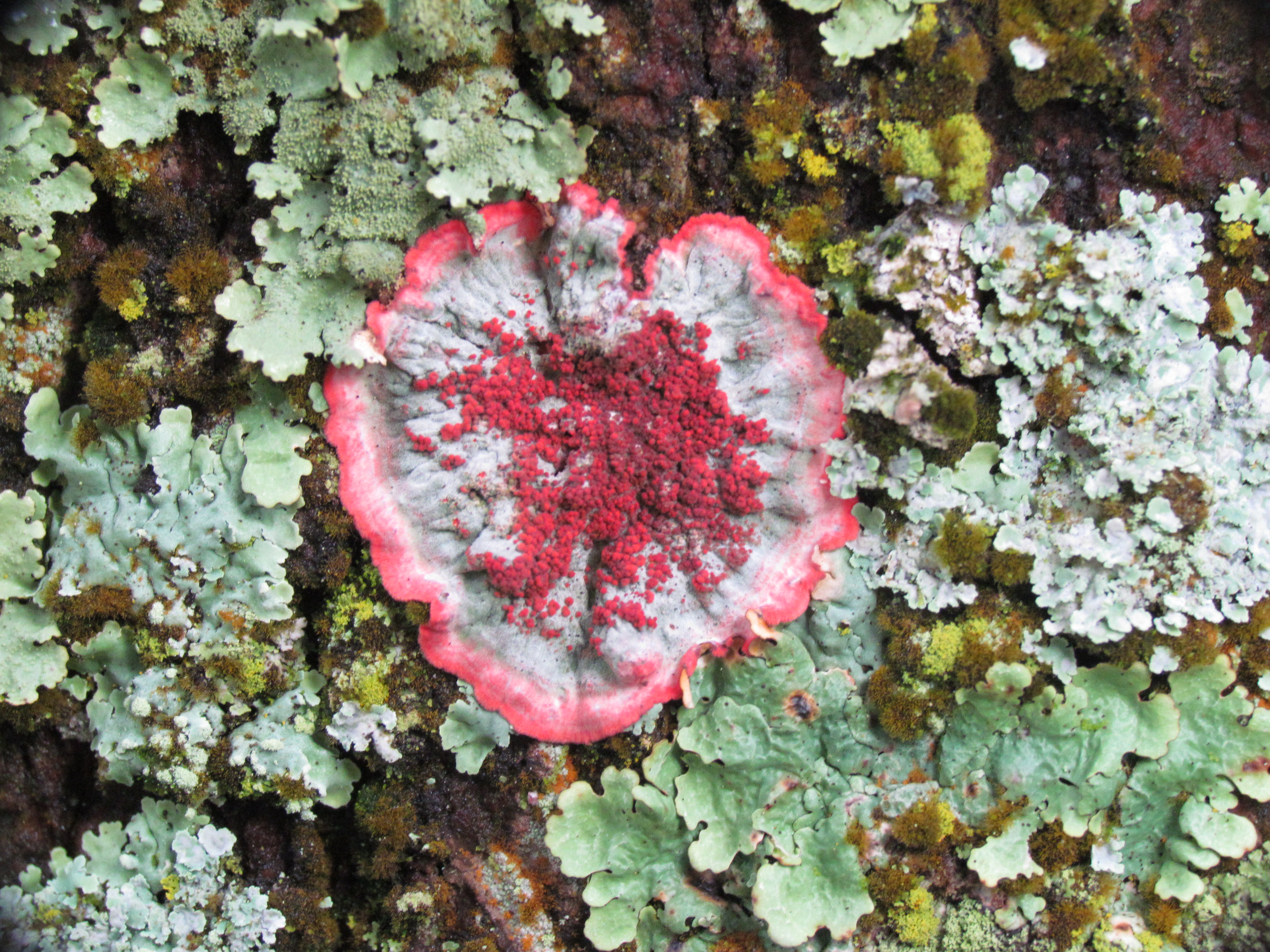
Exemplo de líquens em tronco de árvore

A capacidade dos micro-organismos para sobreviver em um ambiente espacial foi investigada para aproximar os limites superiores da biosfera e determinar a precisão da teoria do transporte interplanetário para micro-organismos. Entre as variáveis investigadas, a radiação UV solar teve o efeito mais nocivo em amostras microbianas. Entre todas as amostras, apenas os líquens (Rhizocarpon geographicum e Xanthoria elegans) sobreviveram completamente às duas semanas de exposição ao espaço. A camada de ozônio da Terra protege contra os efeitos deletérios da radiação solar UV, e é por isso que os organismos geralmente não conseguem sobreviver sem proteção contra o ozônio. Quando protegido contra UV solar, várias amostras conseguiram sobreviver por longos períodos de tempo; Os esporos de Bacillus subtilis, por exemplo, conseguiram se manter vivos no espaço por até 6 anos. Os dados sustentam a probabilidade de transferência interplanetária de micro-organismos dentro de meteoritos, chamada hipótese de lithopanspermia.
A tecnologia moderna nos permite usar micróbios para nos ajudar na extração de materiais na Terra, incluindo mais de 25% do nosso atual fornecimento de cobre. Da mesma forma, os micróbios podem ajudar a servir de propósito semelhante em outros planetas para extrair recursos, materiais úteis ou criar reatores auto-sustentados. O mais promissor desses candidatos conhecidos até à data é a cianobactéria. Há bilhões de anos, as cianobactérias originalmente nos ajudaram a criar uma Terra habitável, bombeando oxigênio para a atmosfera. As cianobactérias, juntamente com alguns outros micróbios, parecem poder suportar as duras condições do vácuo do espaço sem muito esforço. Em Marte, no entanto, as cianobactérias não terão que suportar condições tão difíceis.
Os cientistas estão atualmente trabalhando na possibilidade de instalar biorreatores ou instalações similares em Marte, que funcionariam inteiramente com cianobactérias e forneceriam material para a criação de células de combustível, formação de crosta terrestre, extração de metais/elementos úteis, liberação de nutrientes para o solo e remoção de poeira; Uma variedade de outras funções potencialmente úteis também estão em andamento.

## Ambiente Espacial
Quando no espaço sem nenhum tipo de proteção, micro-organismos confrontam um ambiente extremamente hostil, caracterizado por intensa radiação, vácuo, temperaturas extremas e microgravidade.

### Atmosfera Terrestre

Atmosfera Terrestre

A atmosfera é uma camada de gases que circundam a Terra e protegem a vida presente, por absorver a radiação solar ultravioleta, aquecendo a superfície pela retenção de calor e reduzindo os extremos de temperatura entre o dia e noite. Com o aumento de altitude a atmosfera se torna mais fina, sendo que 3/4 da massa atmosférica está dentro de 11 quilômetros da superfície, sendo a temperatura média da atmosfera na superfície terrestre 15°C.

#### Troposfera
É a camada mais inferior da atmosfera, tendo início na superfície e se estendendo a 7 km nos polos e 17 km no equador, compreende 80% da massa total da atmosfera. Micróbios viáveis foram isolados a partir da troposfera.

#### Estratosfera
Tem início no topo da troposfera e vai a uma altitude de aproximadamente 50 km. A temperatura aumenta de acordo com a altitude.

#### Mesosfera
Situa-se numa altitude de 50 a 90 quilômetros. Nesta altitude a temperatura diminui com o aumento de altitude, chegando a -100°C. Nesta camada encontra-se a maior altitude na qual micróbios viáveis foram isolados.

#### Termosfera
Começa em uma altitude de aproximadamente 90 quilômetros e se estende para 500 a 1000 quilômetros. Aqui, a temperatura aumenta de acordo com a altitude, chegando a 1500°C. É onde se encontra a ISS.

#### Exosfera
A mais alta camada da atmosfera antes dos gases se dissiparem no espaço.

## O valor e significância da pesquisa em Microbiologia Espacial
Com o aumento frequente da exploração espacial o espaço se tornou um novo campo de atividade humana. Os micro-organismos são constituintes naturais de nosso ambiente, existindo no ar, água, solo e sistemas bióticos, e, sendo assim, as atividades humanas no espaço inevitavelmente transporta alguns micro-organismos ao espaço. Várias mudanças na genética microbiana podem ocorrer no espaço, o que pode ser útil ou perigoso. Os efeitos do do ambiente espacial em micro-organismos e os mecanismos pelos quais eles ocorrem são questões muito importantes e requerem a atenção dos cientistas.

### Mudanças na virulência bacteriana
Muitos experimentos baseados em ambiente espacial provaram que a virulência das bactérias em ambiente espacial mudam. Já foi reportado que em voo espacial induzido a virulência de Salmonella aumenta significantemente. Já foi demonstrado também que em modelo de microgravidade Streptococcus pneumoniae teve sua capacidade de aderir e infectar células do epitélio respiratório aumentada. Estes fatos são de extrema importância também para a medicina espacial, uma vez que neste campo são estudados vários fatores que influenciam na saúde de astronautas.

### Mudanças na resistência a antibióticos
Foi observado que durante voos espaciais ocorre o aumento da resistência aos antibióticos em Escherichia coli.

### Mudanças na adaptabilidade bacteriana ao ambiente
As bactérias continuam a se alterar para se adaptar às mudanças ambientais. No espaço, observou-se que a fase lag da curva de crescimento microbiano era mais curta, enquanto que as taxas de crescimento e reprodução aumentaram juntamente com o potencial para aumentar a produção de metabólitos secundários.
Embora uma variedade de bactérias tenha demonstrado alterações após o voo espacial, o mecanismo destas alterações ainda não é claro. À medida que os avanços na estrutura genômica, evolução e conhecimento genético tornam-se disponíveis, podemos usar métodos de alto rendimento e ferramentas de bioinformática para explorar e explicar os mecanismos relevantes dessas alterações.
O estudo dos efeitos do ambiente espacial em micro-organismos e seus mecanismos continuará a ser uma parte vital da exploração espacial tripulada, que beneficiará o estudo da origem da vida e evolução biológica.